# 阿法南方古猿
阿法南方古猿（学名：Australopithecus afarensis），又名阿法南猿或南方古猿阿法種，是大約生存於390-290萬年前已滅絕的人科成员。牠與較年輕的非洲南方古猿一樣，身形都比較修長。研究發現，阿法南方古猿是南方古猿屬及人屬的祖先。

## 位點
阿法南方古猿化石只在東非發現。除了拉多里是牠的模式產地外，在埃塞俄比亞的哈達爾亦有大量發現，當中包括「露西」及在AL 333位點發現的「第一個家庭」。其他位點包括埃塞俄比亞的奧姆、馬卡、Fejej及Belohdelie，並肯雅的洛沙岡。

## 身體特徵

### 頭顱骨
與現今及已滅絕的類人猿比較，阿法南方古猿的犬齒及臼齒較細小，但體型卻比現今人類較大。阿法南方古猿的腦部亦較小，只有約380-430立方厘米，有下巴突出的面部。
阿法南方古猿細小的腦部及原始面孔，加上雙足行走的發現，改革了當時古人類學的想法。因為最初認為人類的最先及重大的轉變是增大腦部。在1970年代發現阿法南方古猿前，一般認為腦部增大是較雙足行走先出現。因為當時最古老的人族的腦部相對較大，如早露西幾年發現的盧多爾夫人腦部就有約800立方厘米。

### 雙足行走

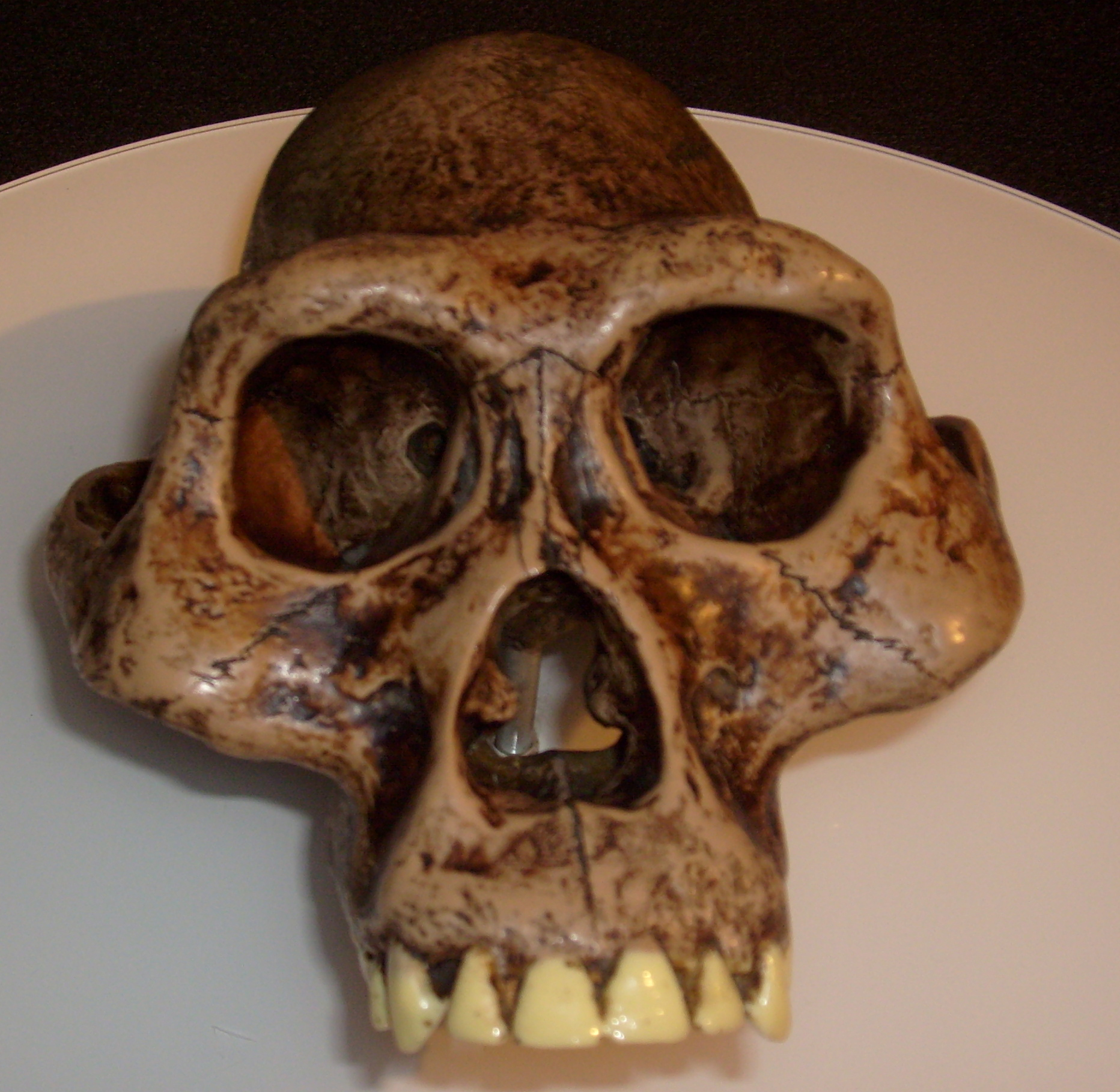
阿法南方古猿的骨骼重組。

對於阿法南方古猿的行走模式有著很多爭論。一些學者相信牠差不多是完全雙足行走的，而其他的則認為牠是部份棲於樹上的。手、腳及肩膀關節的結構都支持後者的說法。手指的彎曲及趾骨像現今的猿，足以表示牠們可能用來抓住樹枝攀樹。牠們的手腕可以緊扣，適合指背行走。肩膀關節比現今人類更近頭骨。連同相對較長的手臂，相信阿法南方古猿是伸高雙臂來攀樹的。再者，從頭顱骨的掃瞄中發現溝漕及骨質的迷宮形態，可能牠們並非雙足行走的。
但是阿法南方古猿仍有一些特徵顯示有可能是雙足行走的。整體上說，牠的骨盆較像人的而多於像猿的。牠的胯骨片短而闊，闊的薦骨直接在臀部關節之下，且有明顯證據是連接股直肌。縱然骨盆並非完全像人的，這些特徵都支持是一個某程度雙足行走的結構。牠的大腿骨亦指向膝蓋，令腳更為貼近身體的中線，適合雙足行走。現今的人類、猩猩及蜘蛛猴都有相同的特徵。牠的腳上亦有內收的腳趾，難以用後肢來抓住東西（如樹枝或母體），增加了嬰兒從母體掉下的危險。阿法南方古猿的腳踝關節亦像人類的。
電腦模擬阿法南方古猿的慣性及運動學顯示牠們可以像人類般行走，不論是直立的或是屈膝的姿勢，但卻不能像黑猩猩般行走。直立姿勢比屈膝行走有效得多，差不多節省一半的能量。阿法南方古猿似乎以雙足行走短距離是很有效的，而在拉多里的腳印顯示牠們的行走速度為每秒1米或以上，與人類平時行走的速度相近。
普遍認為直立雙足行走是由彎曲雙腳的指背行走演化而來。但是像圖根原人等的化石顯示雙足行走已於500-800萬年前出現，正值黑猩猩及人類分支的時候。現今的猿及其祖先都會在攀樹時採直立的姿勢，故有指直立行走是演化自樹上棲息的適應性。就現今蘇門達臘猩猩的研究顯示牠們是以四肢在大樹枝上行走的，但在較細小的樹枝時則以雙足及直立的腳來擺動。這可以幫助牠們到達樹枝邊擲下果實或到達其他樹上。
於1100-1200萬年前的氣候轉變影響了東非及中非的森林，限制了在樹上的移動，令當時人科的祖先需要適應在地上直立行走。但大猩猩及黑猩猩的祖先則習慣了以屈膝姿勢攀上直立的樹幹，最終令牠們使用指背行走的方式在地上行走。故此，阿法南方古猿可能都是直立雙足在地上行走的，而仍會以雙臂攀爬細小的樹。但是黑猩猩及大猩猩是人類的最近親，且同時擁有融合的腕骨，故人類祖先亦有可能是指背行走的。其他研究則指靈長目直立的脊骨及身體最初出現於2160萬年前中新世早期的莫洛脫猿。

### 社會特徵
要估計已滅絕的化石物種的社交行為是很困難的，但是從現今猿及猴的社會結構，可以幫助作出一些推算。雖然就雄性及雌性阿法南方古猿的兩性異形程度存在著一些爭論，但是似乎雄性體型較大。故此，估計阿法南方古猿是以細小的家庭生活，當中只有一頭雄性領袖及一些生育的雌性。
現時未有發現任何石器用具是與阿法南方古猿有關的，而目前最早的石器遺物只能追溯至250萬年前。

### 分支問題
於1977年，唐納德·喬納森（Donald Johanson）及蒂莫西·懷特（Tim White）對露西及「第一個家庭」的化石進行了一次詳細的形態學研究。他們將這些化石與黑猩猩、大猩猩及現今人類的標本，並已滅絕的人科化石進行比較，尤其是在顎骨及牙齒排列方面。研究發現是介乎人類及猿之間，雖然身體似人，但可能較為接近猿。他們結論出它們並非屬於人屬，而是屬於獨立的南方古猿屬，命名為阿法南方古猿。他們相信阿法南方古猿是非洲南方古猿及羅百氏傍人，並人屬及智人的祖先。但是於2006年的另一項形態學研究發現阿法南方古猿編號AL 822-1標本的下頜骨與大猩猩的很相似，並從進一步的研究認為阿法南方古猿是羅百氏傍人分支的成員，而非人類的祖先。故此指懷特於1990年代發現的始祖地猿才是人類分支的祖先。

## 著名化石

### 模式標本
阿法南方古猿的模式標本LH 4，是一個成體的下頜骨，於坦桑尼亞的拉多里發現。

### AL 129-1
這是由唐納德·喬納森於1973年發現的首個阿法南方古猿的膝蓋關節，是在埃塞俄比亞中部阿瓦什的阿法爾窪地發現的。

### 露西(AL 288-1)
首個阿法南方古猿的骨骼，於1974年11月24日由托馬斯·格雷（Thomas Gray）及唐納德·喬納森同樣在埃塞俄比亞中部阿瓦什的阿法爾窪地發現的。目錄編號：AL 288-1。

### 333位點
唐納德·喬納森的學生於1975年在近發現露西的位點發現了「第一個家庭」，當中包括阿法南方古猿的200塊骨骼碎片。這個地方稱為「333位點」，因為共發現了333個化石碎片，如牙齒及顎骨。遺骸是來自13個個體，所有都是成體，且沒有任何傷痕。所有13個個體都在同一時間死亡，故喬納森結論牠們是因洪水即時致死的。

### 塞拉姆
於2006年，《科學美國人》發表在埃塞俄比亞迪基卡發現了一個3歲大的南方阿法古猿女童化石，包括了整個頭顱骨及軀體，並大部份的肢骨。這些骨骼顯示牠適應直立行走及攀樹，與露西的骨骼特徵一致，是介乎人類及類人猿之間。牠的名字意思是「和平」。

### 其他
- AL 200-1
- AL 444

## 相關發現
阿法爾窪地及以外的發現，包括於333位點的發現，出現了很多同時期的骨骼化石，故唐納德·喬納森認為庫比福勒人族是與阿法爾窪地人族同期生存的。即是說露西並非單一演化成雙足行走及平面的物種。
另外肯尼亞平臉人的發現，雖然頭顱骨（KNM WT 40000）扭曲了，但都有很多與露西相同的特徵，並明顯是完全另一屬的物種。
始祖地猿是由蒂莫西·懷特於1990年代發現的。牠是完全雙足行走，與林地環境同期，並且最重要的是與阿法南方古猿同期。學者現時仍未能估計始祖地猿的顱腔體積，因為只有細小的顎骨及腳骨碎片被發現。

## 外部連結
- Asa Issie, Aramis and the origin of Australopithecus （页面存档备份，存于）
- Lucy at the American Museum of Natural History in Manhattan
- Lucy at the Institute of Human Origins at Arizona State University （页面存档备份，存于）
- Asfarensis
- Anthropological skulls and reconstructions
- Becoming Human: Paleoanthropology, Evolution and Human Origins （页面存档备份，存于）
- National Geographic "Dikika baby"
- MNSU
- Archaeology Info （页面存档备份，存于）
- Smithsonian （页面存档备份，存于）